# 3. april
3. april er dag 93 i året i den gregorianske kalender (dag 94 i skudår). Der er 272 dage tilbage af året.
Dagens navn er Nicætas, opkaldt efter en klosterforstander fra Lilleasien, der blev udsat for omfattende forfølgelser på grund af sin ikondyrkelse, hvorunder han af ikonoklasterne blev jaget væk fra sit kloster, pint med stor grusomhed i Konstantinopel, men overlevede og levede derefter resten af sit liv på en lille ø nær Konstatinopel til sin død i år 824.

### Begivenheder
Født - Dødsfald
- 1507 - Martin Luther vies til præst.
- 1860 - I USA begynder the Pony Express at fungere.
- 1882 - Jesse James, den amerikanske fredløse, skydes i ryggen af sin tidligere ven Robert Ford.
- 1885 - Gottlieb Daimler får patent i Tyskland på sin motor.
- 1895 - Injuriesagen mod den 9. markis af Queensberry anlagt af Oscar Wilde begynder; Wilde taber sagen og bliver efterfølgende idømt fængselsstraf for homoseksualitet.
- 1901 - Ved folketingsvalget mister Højre 8 af sine 16 folketingsmedlemmer og samtidig opnår Venstrereformpartiet en fremgang på 12 mandater og opnår derved samlet 75 mandater i Folketinget, hvilket leder frem til Systemskiftet nogle måneder senere.
- 1908 - Henry Campbell-Bannerman trækker sig af helbredsgrunde tilbage som britisk premierminister og overlader posten til H.H. Asquith.
- 1917 - Vladimir Lenin ankommer til Petrograd (i dag St. Petersborg) fra sit eksil, hvorpå bolsjevikkerne stiller sig i spidsen for den russiske revolution.
- 1922 - Josef Stalin indsættes som første generalsekretær for Sovjetunionens kommunistiske parti.
- 1922 - Danmark sætter kulderekord i april med -19,0 °C målt i Vendsyssel
- 1933 - Første flyvning over Mount Everest gennemføres af fire englændere.
- 1934 - Københavns første S-togs-linje åbnes (Frederiksberg - Vanløse - Nørrebro - Klampenborg).
- 1936 - Bruno Hauptmann henrettes i den elektriske stol for kidnapning og mord på Charles Lindberghs søn.
- 1939 - Valg til Folketinget på baggrund af Danmarks Riges Grundlov#Grundlovsforslaget af 1939.
- 1948 - Marshall-planen underskrives af Harry S. Truman.
- 1973 - Den første mobiltelefon anvendes i New York City.
- 1981 - Den tyrkiske ambassadør såres alvorligt af armenske nationalister på Lyngbyvej i København.
- 1991 - FN fastsætter betingelserne for en våbenhvile efter Golfkrigen 1991 i resolution 687.
- 1992 - TV 2's bestyrelse afviser at forlænge Jørgen Schleimanns kontrakt.
- 1998 - 10 restauranter og forlystelsessteder på Dyrehavsbakken nedbrænder.
- 2001 - De første dobbeltdækkerbusser i Københavns kollektive trafik sættes i drift på linje 250S efter et indvielsesarrangement på Axeltorv.
- 2003 - En kolosblæksprutte fanges i Rosshavet.
- 2016 - De første dokumenter fra Panama-papirerne offentliggøres. En whistleblower lækkede 11,5 million dokumenter med oplysninger om mere end 200.000 selskaber i skattely.

### Født
- 1367 - Henrik 4. af England (død 1413).
- 1769 - Christian Bernstorff, dansk politiker (død 1825).
- 1893 - Leslie Howard, skuespiller (Ashley Wilkes i Borte med Blæsten) (død 1943).
- 1893   - Gustav Pedersen, dansk politiker (død 1975).
- 1894 - John Christmas Møller, dansk politiker (død 1948).
- 1913 - Per Borten, norsk politiker (død 2005).
- 1915 - Piet de Jong, hollandsk politiker og premierminister (død 2016).
- 1920 - John Demjanjuk, krigsforbryder (død 2012).
- 1922 - Doris Day, amerikansk skuespillerinde  (død 2019).
- 1924 - Marlon Brando, amerikansk skuespiller (død 2004).
- 1925 - Tony Benn, Labour politiker (død 2014).
- 1929 - Poul Schlüter, dansk statsminister (død 2021).
- 1930 - Helmut Kohl, tysk kansler (død 2017).
- 1934 - Jane Goodall, engelsk biolog.
- 1940 - John Schneider, jazzmusiker.
- 1940   - Wolf Kahler, tysk skuespiller.
- 1948 - Jaap de Hoop Scheffer, hollandsk politiker og tidligere generalsekretær for NATO.
- 1952 - Orla Hav, dansk socialdemokratisk politiker.
- 1955 - Kristian Halken, dansk skuespiller.
- 1961 - Eddie Murphy, amerikansk skuespiller.
- 1964 - Bjarne Riis, tidligere dansk cykelrytter og ejer af cykelholdet CSC.
- 1964 - Pernille Schrøder, dansk skuespiller.
- 1972 - Jennie Garth, amerikansk skuespillerinde.
- 1972 - Lola Pagnani, italiensk skuespillerinde.
- 1974 - Klavs Bruun Jørgensen, dansk håndboldspiller.
- 1975 - Paw Henriksen, dansk skuespiller.
- 1978 - Michael Gravgaard, dansk fodboldspiller.

### Dødsfald
- 1822 - Jean Baptiste Édouard Dupuy, komponist (født ca. 1770).
- 1897 - Johannes Brahms, tysk komponist (født 1833).
- 1943 - Conrad Veidt, tysk skuespiller (født 1893).
- 1950 - Kurt Weill, tysk komponist (født 1900).
- 1953 - Vilhelm Andersen, dansk forfatter og litteraturhistoriker (født 1864).
- 1970 - Bjarne Forchhammer, dansk skuespiller (født 1903).
- 1973 - Salomon Frifelt, dansk forfatter (født 1889).
- 1973 - Svend Bille, dansk skuespiller (født 1888).
- 1981 - Juan Trippe, amerikansk luftfartsentreprenør og pionér (født 1899).
- 2008 - Varvara Hasselbalch, dansk baronesse og fotograf (født 1920).
- 2014 - Régine Deforges, fransk forfatter og feminist (født 1935).
- 2015 - Bob Burns, amerikansk trommeslager (født 1950).
- 2016 - Cesare Maldini, italiensk fodboldspiller og -træner (født 1932).

|  | Denne datoartikel kan blive bedre, hvis der indsættes et (bedre) billede Du kan hjælpe ved at afsøge Wikimedia Commons for et passende billede eller uploade et godt billede til Wikimedia Commons iht. de tilladte licenser og indsætte det i artiklen. |